# Costitx
Costitx (en catalan et en castillan) est une commune d'Espagne de l'île de Majorque dans la communauté autonome des Îles Baléares. Elle est située au centre de l'île et fait partie de la comarque du Pla de Mallorca.

## Géographie

Localisation de l'île Majorque dans les Îles Baléares.
Localisation de Costitx dans l'île de Majorque.
Localisation de la comarque du Pla de Mallorca dans l'île de Majorque.

## Histoire
Le territoire de la commune est occupé dès la Préhistoire comme l'attestent les sites archéologiques du Naviforme (Es Turassot) et de la période talayotique (sanctuaire de Son Corró, Binifat).
Costitx, qui faisait partie de la commune de Sencelles, a été élevée au rang de commune en 1860.